# お江戸捕物日記 照姫七変化
『お江戸捕物日記 照姫七変化』（おえどとりものにっき てるひめしちへんげ）は、1990年2月28日 - 6月6日にフジテレビ系で放送された時代劇、全13回。主演は沢口靖子。
テレビ放送終了後、1991年1月9日に時代劇スペシャルとして『艶姿! 初春 照姫七変化』（あですがた! しょしゅん てるひめしちへんげ）が放送された。

## 物語
神田の孔雀茶屋の看板娘のお照は実は大御所徳川家斉の隠し子の照姫である。毎回、お照が盗賊や女剣士や目明かしや渡世人や姫などに変化するのもこの作品の見所。

## 放映データ
連続ドラマ版
- 1990年2月28日 - 6月6日（全13話）
- 毎週水曜日、20:00 - 20：53放映

時代劇スペシャル
- 1991年1月9日（水曜日）、20：00 - 21：48

## スタッフ
| 監督   | 舛田利雄、上杉尚祺、江崎実生、山口和彦、西垣吉春、宮越澄           |
| 脚本   | 小川英、胡桃哲、飛鳥ひろし、土橋成男、山田貴美子、志村正浩、田上雄 |
| 音楽   | 横山菁児                                                           |
| 主題歌 | 「愛する人のために」                                               |
|        | 作詞：荒木とよひさ、作曲：鹿紋太郎、唄：清水綾子                   |
| 製作   | フジテレビ、東映                                                   |

## キャスト
- お照（照姫）：沢口靖子…神田の孔雀茶屋の看板娘。実は徳川家斉の隠し子だが、お照の母親であるお蓮が城に上げることを拒んだため孔雀茶屋の女将の娘として育てられた。同心の竹田五郎兵衛を慕っており、竹田が関わる事件に首を突っ込み孔雀茶屋の常連客の浪人の水原忠吾と協力して竹田の代わりに事件を解決しようとする。クライマックスシーンでは悪人のところに乗りこみ、家斉から賜った三つ葉葵の紋入りの懐剣を見せて身分を明かす。町娘のためか立ち回りはあまりせず、水原と月岡が担当している。
- 水原忠吾：橋爪淳…孔雀茶屋の常連客で浪人。実は唐津藩の若殿様で後の水野忠邦。お照の正体を知っており、またお照も水原の正体を知っているがお互いに黙っている。クライマックスシーンではお照と月岡樹三郎と共に悪人のところに乗りこみ、立ち回りをする。
- 竹田五郎兵衛：堤大二郎…南町奉行所同心。お人好しで真面目な性格だが、やることなすこと失敗し続けているためぼんくら同心の異名を取っており、また同心番付で常に最下位を取っているため、上司の久保寺から馬鹿にされている。毎回、お照たちが悪人のところに乗り込む前に現れるが大抵悪人に殴られるか石に躓き転んで失神する。お照たちが悪人を懲らしめたあとに目覚め、奉行所の役人が駆けつけたときには一件落着しているため竹田の手柄となり番付が上がるのも毎回のパターンである。お照の正体は知らない。
- お蓮：范文雀…孔雀茶屋の女将でお照の母親。大御所家斉がお忍びで出かけた際に知り合い親しくなりお照が出来たが、城に上げることを拒んで茶屋の女将の娘として育てた。
- 繁三：左とん平…孔雀茶屋の板前で、しげさんと呼ばれている。お照に壺振りの仕方を教えたことがある。お照の正体は知らなかったが、最終回で正体を知った。
- 久保寺左内：阿藤海（現・阿藤快）…南町奉行所筆頭同心。いつも竹田を馬鹿にしているが、竹田の番付が上がるたびに落ち込んでいる。なお第１話時点では普通の同心だったが、前任の筆頭同心が悪党だったためお照たちに倒され、第１話終了時点で筆頭同心に昇格した。
- 月岡樹三郎：原田大二郎…大御所の側用人。大御所の命により、お照を陰から見守り手助けもしており、大御所に事件の結果報告もしている。クライマックスシーンではお照と水原忠吾と共に悪人のところに乗りこみ、お照の身分を明かしている。また、水原と共に立ち回りもする。
- 徳川家斉：丹波哲郎…徳川11代将軍で大御所（12代目の家慶に譲位済みな設定）、そしてお照の父。お蓮とはお忍びで出かけた際に知り合い親しくなった。月岡にお照を見守るよう命じており、また江戸城中で月岡から事件の結果報告を受けている。
- ナレーター：橋爪功

## 放映リスト
※本作品はクレジットタイトルにゲストの役名が記載されないため、ゲストの役名は当て字（役名の記述は間違っている可能性あり）。

### 連続ドラマ版
| 各話 | サブタイトル         | 脚本              | 監督     | ゲスト |
| ---- | -------------------- | ----------------- | -------- | --- |
| 1    | 「暴れん坊姫の謎」   | 小川英 胡桃哲     | 桝田利雄 | 綿引勝彦、新免大和守：船戸順、お小夜：中野良子、郡司：水上保広、二階堂一外：唐沢民賢                                                 |
| 2    | 「地獄の鬼退治!」    | 小川英 胡桃哲     |          | お咲：長山洋子、浮橋門之助：谷口高史、能登屋源吉：福田健次、朽木田伯典：草薙幸二郎、巴屋：田口計                                     |
| 3    | 「大奥炎上騒動!」    | 本田英郎          | 山口和彦 | 浦風：岸田今日子、及川ヒロオ、陶半兵衛：佐藤京一、芝本正、大奥中臈：弓恵子、鈴川法子                                                 |
| 4    | 「にせ小判を追え!」  | 飛鳥ひろし        | 山口和彦 | お房：野村真美、神保外記：長谷川哲夫、千吉：坂上忍、六角精児                                                                         |
| 5    | 「狙われた女スリ!」  | 土橋成男          | 西垣吉春 | お徳：南田洋子、美濃屋藤兵衛：和崎俊哉、お京：比企理恵、荒川主膳：西沢利明                                                           |
| 6    | 「悪代官を斬る!」    | 本田英郎          | 宮越澄   | おくら：岩本多代、境：佐原健二、岡村：伊藤高、相州屋富蔵：田中明夫、貝山十太夫：中村孝雄、相州屋番頭：森章二、庄右衛門：楠年明       |
| 7    | 「三匹の暴走旗本」   | 飛鳥ひろし        | 宮越澄   | 新助：円谷浩、お美代：山村紅葉、久々江刑部：久富惟晴、久々江金吾：小沢和義、遠山金次郎、溝田繁、笹木俊志                             |
| 8    | 「丁半!もろ肌脱ぎ!」 | 志村正浩          | 江崎実生 | おゆみ：日下由美、木曽屋仁助：冨家規政、高品剛、大杉屋伝兵衛：青木義朗、間島土佐守：名和宏、丸徳一家用心棒：小峰隆司、徳蔵：藤岡重慶 |
| 9    | 「若殿暗殺を暴く!」  | 田上雄            | 江崎実生 | 下川辰平、長江：黒部進、お菊：甲斐智枝美、横川兵馬：中嶋俊一、不知火屋三左衛門：北町嘉朗、佐倉将監：原口剛                           |
| 10   | 「謎の盗賊大集合!」  | 飛鳥ひろし        | 上杉尚祺 | お品：石倭裕子、観月紅之助：堀内正美、有川正治、三上真一郎、流れ星の猪太郎：福本清三                                                 |
| 11   | 「富くじ犯科帳!」    | 高橋稔            | 上杉尚祺 | お花：園佳也子、小日向刑部：御木本伸介、鰐渕重四郎：大林丈史、鬼虎一家親分：五味龍太郎                                               |
| 12   | 「琴の爪が死を招く」 | 飛鳥ひろし        | 西垣吉春 | お初：丸山秀美、生島静風：幾野道子、羽佐間兵庫：石山律雄、北見唯一、牢名主：松井紀美江、お登美：三浦リカ、羽佐間家中間頭：福本清三   |
| 13   | 「天下御免の夢舞台」 | 小川英 山田貴美子 | 西垣吉春 | 堀大和守：戸浦六宏、お縫：伊藤美由紀、お糸の方：本阿弥周子、奥村又八郎：岩尾正隆、島田典膳：田中浩                                   |

### スペシャル版
| 放映日       | タイトル              | 脚本     | 監督     | ゲスト |
| ------------ | --------------------- | -------- | -------- | --- |
| 1991年1月9日 | 艶姿! 初春 照姫七変化 | 志村正浩 | 江崎実生 | おゆみ：古村比呂、亀吉：小松政夫、座長：塩沢とき、久世相模守：鹿内孝、甲州屋徳兵衛：藤岡重慶、寅五郎：曽根晴美、池貝重兵衛：宮口二郎、守田比呂也、玉川伊佐男、金子信雄、 |

### DVD
- 2023年4月12日に連続ドラマ版全13話とスペシャル版を収録したDVDがベストフィールドより発売された